# Hippodrome Saint-Jean
L’Hippodrome Saint-Jean se situe à Montluçon dans le département de l’Allier. 

## Courses
Les courses prévues en 2020 sont tombées sur trois journées de confinement total lié au Covid-19 et ont donc été annulées.